# Governador Edison Lobão
Governador Edison Lobão è un comune del Brasile nello Stato del Maranhão, parte della mesoregione dell'Oeste Maranhense e della microregione di Imperatriz.

## Storia
La città è stata creata nel 1994 quando si è separata dal comune di Imperatriz. 
Ha una superficie di 615,852 e una popolazione di 18,520 abitanti secondo il crescimento del 2020.
La città fa parte della mesoregione dell’Oeste Maranhense e della micro regione di Imperatriz, che sono aree economicamente importanti per lo stato del Maranhão.